# Uitwendige bevruchting

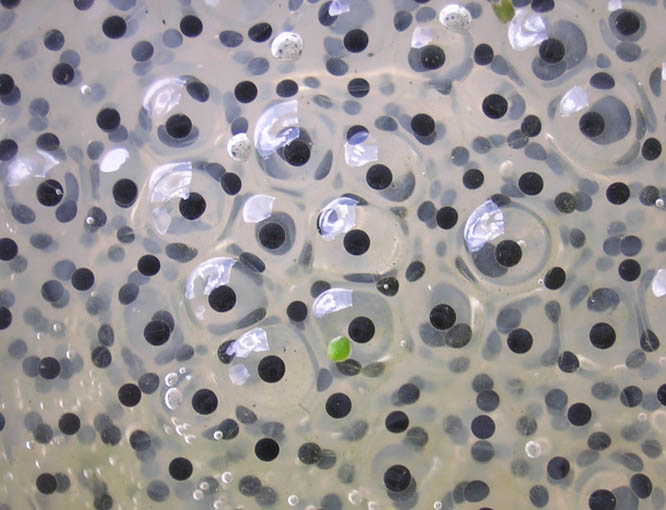
Kikkerdril wordt uitwendig bevrucht

Uitwendige bevruchting is een vorm van bevruchting waarbij de zaadcel de eicel bereikt en bevrucht buiten het lichaam van het vrouwelijke organisme. Uitwendige bevruchting vindt meestal plaats in een waterige omgeving om de beweging van de zaadcellen naar de eicellen mogelijk te maken. Zowel gewervelden, zoals vissen en amfibieën, als vele ongewervelden planten zich op deze manier voort. De meeste van deze ongewervelden hebben een benthische levenswijze (bijvoorbeeld zeekomkommers) of een sessiele levenwijze, zoals bloemdieren en sommige polychaeten.
Planten die in zee of vochtige omgevingen leven, zoals bruinwieren, kunnen ook een uitwendige bevruchting vertonen. Omgevingsfactoren en timing zijn van groot belang voor het succes van de uitwendige bevruchting. Eitjes moeten in de juiste omgeving worden afgezet, en zaadcellen moeten de eitjes vervolgens snel bereiken (vaak middels gesynchroniseerde afgifte).